# Лабастидет
Лабастиде́т (фр. Labastidette, окс. La Bastideta) — коммуна во Франции, находится в регионе Юг — Пиренеи. Департамент — Верхняя Гаронна. Входит в состав кантона Мюре. Округ коммуны — Мюре.
Код INSEE коммуны — 31253.

## География
Коммуна расположена приблизительно в 610 км к югу от Парижа, в 23 км к юго-западу от Тулузы.
По территории коммуны протекает река Туш, а также проходит канал Сен-Мартори.

## Климат
Климат умеренно-океанический. Зима мягкая и снежная, весна характеризуется сильными дождями и грозами, лето сухое и жаркое, осень солнечная. Преобладают сильные юго-восточные и северо-западные ветры.

## Население
Население коммуны на 2010 год составляло 2146 человек.
| 1962 | 1968 | 1975 | 1982 | 1990 | 1999 | 2010 |
| ---- | ---- | ---- | ---- | ---- | ---- | ---- |
| 248  | 307  | 559  | 656  | 980  | 1334 | 2146 |

## Администрация
| Период | Период | Фамилия      | Партия       | Примечания |
| ------ | ------ | ------------ | ------------ | ---------- |
| 2001   | 2008   | Пьер Тоньоло |              |            |
| 2008   | 2020   | Серж Горс    | Разные левые |            |

## Экономика
В 2010 году среди 1455 человек трудоспособного возраста (15—64 лет) 1170 были экономически активными, 285 — неактивными (показатель активности — 80,4 %, в 1999 году было 73,3 %). Из 1170 активных жителей работали 1064 человека (562 мужчины и 502 женщины), безработных было 106 (36 мужчин и 70 женщин). Среди 285 неактивных 105 человек были учениками или студентами, 107 — пенсионерами, 73 были неактивными по другим причинам.

## Фотогалерея
- Церковь Рождества Пресвятой Богородицы (XIX век)
- Карта коммуны